# Julio Palestro Rojas
Julio César Palestro Rojas (Chiloé, 1 de noviembre de 1908-Uppsala, 31 de julio de 1979) fue un político chileno, militante del PS. Ejerció por diferentes periodos como regidor y alcalde de la comuna de San Miguel y miembro de la familia Palestro.

## Biografía
Nació en la isla grande de Chiloé, el 1 de noviembre de 1908, fue el mayor de los hijos del matrimonio integrado por Pedro Antonio Palestro y Aquilina Rojas González. Estuvo casado con Ana Velásquez Valdés, siendo padre de ocho hijos.
A la edad de seis años junto a sus hermanos y debido al trabajo de su padre quien era músico en el Ejército de Chile, se radicaron en San Miguel. Debido a la temprana muerte de su padre, debe trabajar para poder ayudar a su madre y hermanos menores, especializándose en el oficio de tornero, pero terminando sus estudios secundarios en un liceo nocturno.

## Vida política
Ingresó al Partido Socialista de Chile (PS), al poco tiempo de ser fundado, posteriormente sus hermanos y descendencia también ingresaron a dicho partido, donde ocupó diversos cargos como miembro del estado mayor de las milicias socialistas y miembro del comité central.
En 1938 fue elegido regidor (concejal) de San Miguel, siendo el primer socialista en ser elegido por esa comuna, iniciando así una tradición familiar casi como dinastía, ya que sus hermanos menores Tito y Mario también ocuparon cargos de representación por la comuna, hasta el día de hoy esa tradición se mantiene con su sobrina Francia, actual concejala de San Miguel. Su hijo Julio fue alcalde entre el año 2004 hasta el año 2016. 
Ejerció como alcalde de San Miguel, entre los años 1956 y 1957; 1959 y 1960, donde realizó diversas obras sociales.
Durante el gobierno del presidente Salvador Allende, fue designado gerente de la Polla Chilena de Beneficencia, en la cual realizó un proceso de modernización.
Con el golpe de Estado del 11 de septiembre de 1973, sufrió la persecución política de parte de las nuevas autoridades de facto, primero estuvo detenido en la Escuela Militar y posteriormente trasladado como prisionero político al Campo de Concentración de Isla Dawson. Más tarde quedó con arresto domiciliario. En 1977, con una avanzada diabetes que se agravó por la falta de una adecuada atención médica, partió junto a su mujer y algunos de sus hijos, a Suecia país que lo acogió en su exilio.
Falleció el 31 de julio de 1979, en Uppsala, Suecia.